# Глушачі
Глушачі — ліквідоване село, Лиманська Друга сільська рада, Решетилівський район, Полтавська область, Україна.

## Географія
Село Глушачі розташоване на березі річки Бакай (влітку пересихає), на якій зроблено кілька загат. Вище за течією за 1 км розташоване село Лиман Другий. Поруч проходить автомобільна дорога М03.

## Історія
- 1987 — село ліквідоване[1].